# لسانيات الإنترنت
لغويات الإنترنت هو مجال من مجالات علم اللغة دعا إليه اللغوي الإنجليزي ديفيد كريستال. يبحث مجال لغويات الإنترنت في أساليب وأشكال لغوية جديدة نشأت تحت تأثير الإنترنت ووسائل الإعلام الجديدة الأخرى، مثل الرسائل القصيرة (إس إم إس). منذ بدء التفاعل بين الإنسان والحاسوب (إتش سي أي) الذي يؤدي إلى اتصال بواسطة الحاسوب (سي إم سي) والاتصال بواسطة الإنترنت (أي إم سي)، أقر الخبراء بأن للسانيات دورًا مساهمًا في الإنترنت؛ فيما يخص الوسيط أو الواجهة الشبكية وقابلية الاستخدام. يمكن لدراسة اللغة الناشئة على الإنترنت أن تساعد على تحسين التنظيم المفاهيمي والترجمة وقابلية استخدام الشبكة. تهدف هذه الدراسات إلى إفادة كل من اللغويين ومستخدمي الإنترنت على حد سواء.
يمكن إجراء دراسة لغويات الإنترنت من خلال أربع منظورات رئيسية هي: علم اللغة الاجتماعي، والتعليم، والأسلوبية (علم دراسة الأساليب الكتابية)، وعلم اللغة التطبيقي. تطورت أبعاد أخرى نتيجة التطورات التكنولوجية الأخرى -التي تشمل تطوير الشبكة كمجموعة نصوص وانتشار وتأثير التغيرات الأسلوبية الناجمة عن انتشار الإنترنت، عبر وسائل الأعلام وعبر الأعمال الأدبية. بالنظر إلى تزايد عدد المستخدمين المتصلين بالإنترنت، ما زال مستقبل لغويات الإنترنت غير محسوم، مع استمرار ظهور تقنية حاسوبية جديدة وتكييف الناس لغاتهم لتلائم هذه الوسائط الجديدة. يواصل الإنترنت دوره المهم، سواء في تشجيع الناس أو في صرف انتباههم عن استخدام اللغات.

## مستقبل لغويات الإنترنت
مع ظهور المزيد من أنظمة التواصل عبر الحاسوب أو الإنترنت، إلى جانب استعداد الناس للتكيف مع المتطلبات الجديدة لعالم أكثر تطورًا من الناحية التكنولوجية، فمن المتوقع أن يظل المستخدمون تحت الضغط لتغيير استخدامهم اللغوي ليتناسب مع الأبعاد الجديدة للتواصل.
مع التزايد السريع في عدد مستخدمي الإنترنت في جميع أنحاء العالم، تُنقل الخلفيات الثقافية والعادات اللغوية والاختلافات اللغوية بين المستخدمين إلى شبكة الويب بوتيرة أسرع. ومن المتوقع أن تؤثر هذه الاختلافات الفردية بين مستخدمي الإنترنت تأثيرًا كبيرًا على مستقبل لغويات الإنترنت، ولا سيما في الجانب المتعلق بشبكة الإنترنت متعددة اللغات. في الفترة من عام 2000 إلى عام 2010، شهد النفاذ إلى شبكة الإنترنت أكبر نمو له في البلدان غير الناطقة بالإنجليزية مثل الصين والهند وبلدان متعددة في إفريقيا، وهو ما أسفر عن زيادة تفاعل عدد اللغات إلى جانب اللغة الإنجليزية في شبكة الإنترنت.
من المتوقع أيضًا أن يكون التفاعل بين اللغة الإنجليزية واللغات الأخرى مجالًا مهمًا للدراسة. مع تفاعل المستخدمين من مختلف أنحاء العالم فيما بينهم، فقد تستمر الإشارات المحتملة إلى لغات مختلفة بالازدياد، ما سيؤدي إلى تكوين أسلوبيات كتابية جديدة في الإنترنت تغطي جميع اللغات. شهدت اللغتان الصينية والكورية بالفعل تغلغل اللغة الإنجليزية فيهما، وهو ما أدى إلى تكوّن لهجة متعددة اللغات خاصة بهم على الإنترنت.
يوفر الإنترنت في الوقت الحالي شكلًا من أشكال التعليم والترويج للغات الأقليات. ومع ذلك، وعلى غرار الطريقة التي أدى بها التفاعل بين اللغات إلى تغلغل اللغة الإنجليزية إلى اللغتين الصينية والكورية منتجًا بذلك لهجة جديدة، فإن لغة من لغات الأقليات تتأثر أيضًا باللغات الأكثر شيوعًا واستخدامًا على الإنترنت (مثل الإنجليزية والإسبانية). في حين أن التفاعل بين اللغات يمكن أن يتسبب في فقدان المعيار الأصيل للغات الأقليات، فاعتياد لغة الأغلبية يمكن أن يؤثر أيضًا على لغات الأقليات على نحو سلبي. على سبيل المثال، قد يختار المستخدمون الذين يحاولون تعلم لغة إحدى الأقليات القراءة والفهم عن ما يدور حولها بلغة الأغلبية والتوقف عند هذا الحد، ما يؤدي إلى خسارة المتحدثين المحتملين بلغة الأقلية بدلًا من كسبهم. أيضًا قد يُشجَّع الناطقون بلغات الأقليات على تعلم اللغات الأكثر شيوعًا واستخدامًا على شبكة الإنترنت من أجل الحصول على مزيد من الموارد، وهو ما يؤدي بدوره إلى تراجع استخدامهم للغتهم. لم يُدرس بعد مستقبل لغات الأقليات المهددة بالانقراض في ضوء انتشار الإنترنت.